# Utira
Utira è un comune (corregimiento) della Repubblica di Panama situato nel distretto di Río de Jesús, provincia di Veraguas. Si estende su una superficie di 48,2 km² e conta una popolazione di 314 abitanti (censimento 2010).